# Singakademie
Eine Singakademie – ursprünglich eine Besonderheit des deutschsprachigen Raums – bezeichnet eine größere gemischte Chorvereinigung, deren eigentlicher Zweck darin besteht, zunächst im internen Kreis große, bedeutende Musikwerke – meist  Oratorien bekannter Meister – zu studieren, sich daran zu bilden und eine gehobene Geselligkeit zu pflegen. Die Veranstaltung von öffentlichen Konzerten war dabei eher zweitrangig.    

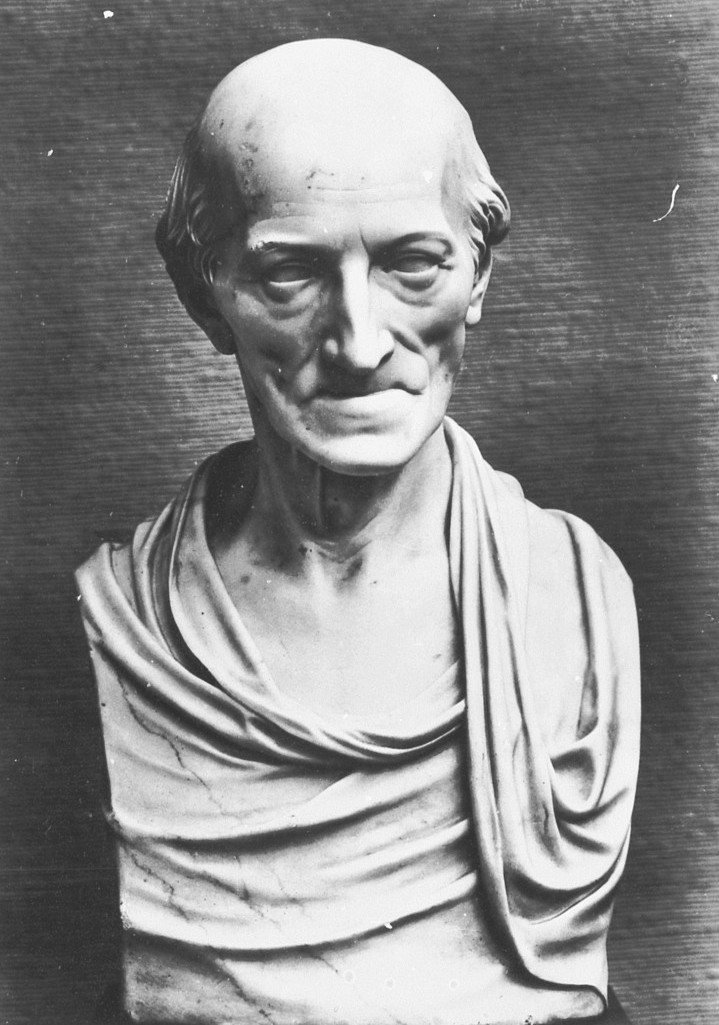
Carl Friedrich Christian Fasch, Stifter der ersten Singakademie, Marmorbüste nach Faschs Totenmaske von Johann Gottfried Schadow

Zu Beginn des 19. Jahrhunderts kam es in vielen Städten Deutschlands zur Gründung von Singakademien.
Die Bildung derartiger Vereinigungen stand im engen Zusammenhang mit der Entwicklung eines bürgerlichen Musiklebens. Die erste Singakademie – die Sing-Akademie zu Berlin – gründete Carl Friedrich Christian Fasch im Jahre 1791.
Die Bezeichnung Singakademie ist ursprünglich mit der Geschichte dieses weltweit ersten gemischten Chores verbunden und entstand, nachdem die Berliner Chorvereinigung unter Fasch ihren Probenraum 1793 aus privaten Räumlichkeiten in die Königliche Akademie der Künste verlegte.
Weitere gemischte Chöre, die sowohl die Idee, als auch die Bezeichnung Singakademie übernahmen, entstanden unter anderem in Leipzig (1802 durch Limburger und Schicht gegründet), Dresden (1807, Dreyssigsche Singakademie), Halle (1814), Bremen (1815), Hamburg (1819), Breslau (1825) und Wien (1858). 
Heute existieren folgende bedeutende Singakademien im deutschsprachigen Raum:
- Altonaer Singakademie
- Berliner Singakademie von 1963
- Frankfurter Singakademie, (Frankfurt am Main)
- Linzer Singakademie
- Mainzer Singakademie
- Singakademie Cottbus
- Singakademie Halle
- Hamburger Singakademie
- Rostocker Singakademie
- Sing-Akademie zu Berlin von 1791
- Singakademie Chemnitz
- Singakademie Plauen
- Singakademie Dresden
- Singakademie Frankfurt (Oder)
- Singakademie Stralsund
- Singakademie Stuttgart
- Suhler Singakademie
- Singakademie Potsdam
- Wiener Singakademie

Singakademie oder Sing-Akademie ist zudem – wegen des Bezugs auf Erbauer und Eigentümer Sing-Akademie zu Berlin – eine oft verwendete Bezeichnung für das Gebäude der Sing-Akademie, in dem heute in Berlin das Maxim-Gorki-Theater Berlin spielt.